# Shabu shabu
Shabu shabu (japanisch しゃぶしゃぶ, auch Shabu-shabu, Shabu-Shabu oder Shabushabu, lautmalerisch nach dem bei der Zubereitung entstehendem Geräusch) ist ein japanisches Feuertopf-Gericht im Stil eines Nabemono (Eintopfgericht). Es handelt sich dabei um ein Brühfondue. Shabu shabu besteht aus einem Gefäß mit kochender Brühe oder Wasser, in der in dünne Scheiben geschnittenes Fleisch und Gemüse gegart werden. Dazu werden Dip-Soßen serviert.

## Zutaten
Das Gericht wird – neben dem eigentlichen köchelnden Fonduetopf – traditionell mit dünn aufgeschnittenem Rindfleisch zubereitet; traditionslose Zubereitungen verwenden als Gargut auch Schwein, Krabben, Huhn, Ente oder Hummer. Teilweise wird Entrecôte verwendet; auch weniger zarte Stücke wie Sirloin-Steak sind üblich.
Shabu shabu wird gewöhnlich mit Gemüse (Chinakohl, Chrysanthemenblätter, Shungiku), Nori (essbarer Seetang), Zwiebeln, Karotten, Shiitake-, Shimeji- und Enoki-Pilzen, Tofu oder Shirataki-Nudeln (aus Konjakwurzel) serviert, die ebenfalls als Gargut verwendet werden.

## Zubereitung
Das Gericht wird von allen Beteiligten jeweils selbst am Tisch zubereitet, und zwar nach Art eines Brühfondues durch Untertauchen und mehrfaches Hin- und Herbewegen einer Scheibe Fleisch (für gewöhnlich der Beginn) oder Stücken von Gemüse in einem Topf mit kochendem, leichtem Seetangsud oder auch nur kochendem Wasser – das dabei entstehende Geräusch gab dem Gericht seinen Namen. Gekochtes Fleisch und Gemüse werden nach dem Garprozess gewöhnlich in Ponzu oder Sesamsamen-Sauce getunkt, bevor sie mit einer Schale gedämpftem weißem Reis verzehrt werden.
Nachdem Fleisch und Gemüse verbraucht sind, wird die Brühe im Topf üblicherweise mit dem restlichen Reis oder mit japanischen Nudeln, wie Udon, gemischt und als Suppe zum Abschluss serviert.

## Geschichte
Das Gericht hat seinen Ursprung in dem Gericht shuan yangrou (chinesisch 涮羊肉, Pinyin shuàn yángròu – „in Brühe gegartes Schafsfleisch“) aus dem 13. Jahrhundert als Mittel für Kublai Khan, um seine Soldaten effizient zu ernähren. Im Gegensatz zu moderneren Zubereitungen, bei denen jede Person in einem eigenen Topf kocht, versammelten sich die Truppen Kublai Khans um einen großen Topf und kochten zusammen. Dünn geschnittenes Fleisch wurde wegen seiner kurzen Kochzeit verwendet, was eine effektive Nutzung des wertvollen Brennstoffes erlaubte.
Shabu shabu wurde in Japan etwa 1948 erstmals in einem Restaurant in Kyōto angeboten und erhielt seinen Namen durch ein Restaurant in Osaka. Das Gericht verbreitete sich rasch in ganz Asien und ist auch in westlichen Ländern bekannt. Zusammen mit Sukiyaki ist Shabu shabu ein häufiges Gericht an Tourismus-Schwerpunkten, besonders in Tokio, aber auch in japanischen Wohngegenden in westlichen Ländern. Shabu-shabu-Restaurants besitzen oft eine Art Bar, an der für jeden Gast ein eigenes, in die Bar eingelassenes, beheiztes Gefäß mit kochender Brühe vorhanden ist, in die die Zutaten mit Stäbchen hineingelegt und herausgenommen werden.